# Olympische Winterspiele 2018/Teilnehmer (Slowakei)
| Gelbes Symbol für Goldmedaillen mit stilisierten Olympischen Ringen | Graues Symbol für Silbermedaillen mit stilisierten Olympischen Ringen | Braundes Symbol für Bronzemedaillen mit stilisierten Olympischen Ringen |
| ------------------------------------------------------------------- | --------------------------------------------------------------------- | ----------------------------------------------------------------------- |
| 1                                                                   | 2                                                                     | —                                                                       |

Die Slowakei nahm an den Olympischen Winterspielen 2018 in Pyeongchang mit 56 Athleten in sieben Disziplinen teil, davon 41 Männer und 15 Frauen. Fahnenträgerin bei der Eröffnungsfeier war Veronika Velez-Zuzulová.
Anastasiya Kuzmina gelang als einzige der slowakischen Athleten ein Medaillengewinn. Im Verfolgungs- sowie im Einzelrennen gewann sie Silber, im Massenstart wurde sie Olympiasiegerin. Mit diesen drei Medaillen platzierte sich die Slowakei auf Rang 17 im Medaillenspiegel.

## Teilnehmer nach Sportarten

### Biathlon
| Athleten                                                             | Wettbewerbe                   | Zeit        | Fehler         | Rang   |
| -------------------------------------------------------------------- | ----------------------------- | ----------- | -------------- | ------ |
| Frauen                                                               |                               |             |                |        |
| Ivona Fialková                                                       | 7,5 km Sprint                 | 24:48,6 min | 5 (2+3)        | 74     |
| Ivona Fialková                                                       | 15 km Einzel                  | 48:04,4 min | 6 (1+1+1+3)    | 64     |
| Paulína Fialková                                                     | 7,5 km Sprint                 | 21:56,8 min | 1 (1+0)        | 11     |
| Paulína Fialková                                                     | 10 km Verfolgung              | 34:33,6 min | 8 (2+2+2+2)    | 5      |
| Paulína Fialková                                                     | 12,5 km Massenstart           | 37:52,6 min | 4 (1+2+0+1)    | 21     |
| Paulína Fialková                                                     | 15 km Einzel                  | 42:09,5 min | 1 (1+0+0+0)    | 5      |
| Anastasiya Kuzmina                                                   | 7,5 km Sprint                 | 22:00,1 min | 3 (2+1)        | 13     |
| Anastasiya Kuzmina                                                   | 10 km Verfolgung              | 31:04,7 min | 4 (0+1+2+1)    | Silber |
| Anastasiya Kuzmina                                                   | 12,5 km Massenstart           | 35:23,0 min | 1 (0+0+0+1)    | Gold   |
| Anastasiya Kuzmina                                                   | 15 km Einzel                  | 41:31,9 min | 2 (0+1+1+0)    | Silber |
| Terézia Poliaková                                                    | 7,5 km Sprint                 | 25:32,2 min | 5 (1+4)        | 83     |
| Terézia Poliaková                                                    | 15 km Einzel                  | 54:46,3 min | 10 (1+4+3+2)   | 87     |
| Paulína Fialková Anastasiya Kuzmina Terézia Poliaková Ivona Fialková | 4 × 6 km Staffel              | 1:12:41,8 h | 1+9 (0+3 1+6)  | 5      |
| Männer                                                               |                               |             |                |        |
| Šimon Bartko                                                         | 10 km Sprint                  | 26:18,4 min | 5 (2+3)        | 74     |
| Tomáš Hasilla                                                        | 10 km Sprint                  | 26:10,4 min | 3 (1+2)        | 70     |
| Tomáš Hasilla                                                        | 20 km Einzel                  | 58:55,2 min | 9 (3+1+3+2)    | 86     |
| Matej Kazár                                                          | 10 km Sprint                  | 22:33,7 min | 1 (0+1)        | 22     |
| Matej Kazár                                                          | 12,5 km Verfolgung            | 36:42,4 min | 5 (1+2+1+1)    | 31     |
| Matej Kazár                                                          | 20 km Einzel                  | 51:52,4 min | 2 (0+1+1+0)    | 34     |
| Martin Otčenáš                                                       | 10 km Sprint                  | 25:39,7 min | 4 (0+4)        | 52     |
| Martin Otčenáš                                                       | 12,5 km Verfolgung            | 36:22,5 min | 3 (0+0+3+0)    | 27     |
| Martin Otčenáš                                                       | 20 km Einzel                  | 57:16,0 min | 5 (1+2+0+2)    | 84     |
| Michal Šíma                                                          | 20 km Einzel                  | 57:52,3 min | 6 (1+1+2+2)    | 85     |
| Matej Kazár Tomáš Hasilla Šimon Bartko Martin Otčenáš                | 4 × 7,5 km Staffel            | überrundet  | 5+11 (4+6 1+5) | 18     |
| Mixed                                                                |                               |             |                |        |
| Paulína Fialková Anastasiya Kuzmina Matej Kazár Martin Otčenáš       | 2 × 6 km + 2 × 7,5 km Staffel | überrundet  | 5+10 (4+6 1+4) | 20     |

### Eishockey
Die Männer qualifizierten sich aufgrund ihrer Position in der IIHF-Weltrangliste, während die Frauennationalmannschaft in der abschließenden Qualifikationsrunde die Qualifikation verpasste.
Das vorläufige Aufgebot wurde am 17. Januar 2018 bekannt gegeben.
| Wettbewerb                 | Männer |
| -------------------------- | --- |
| Athleten                   | Martin Bakoš Ivan Baranka Miloš Bubela Michal Čajkovský Peter Čerešňák Lukáš Cingeľ Marek Ďaloga Dominik Graňák Marcel Haščák Marek Hovorka Branislav Konrád Michal Krištof Andrej Kudrna Ján Laco Patrik Lamper Tomáš Marcinko Juraj Mikuš Ladislav Nagy Peter Ölvecký Matej Paulovič Patrik Rybár Tomáš Starosta Matúš Sukeľ Tomáš Surový Juraj Valach |
| Vorrunde                   | Olympische Athleten aus Russland 3:2 (2:2, 0:0, 1:0) USA 1:2 (1:1, 0:0, 0:1) Slowenien 2:3 n. P. (0:0, 1:2, 1:0, 0:0, 0:1) |
| Viertelfinal-Qualifikation | USA 1:5 (0:0, 1:3, 0:2) |
| Platzierung                | 11. Platz |

### Eiskunstlauf
| Athleten                         | Wettbewerbe | Kurzprogramm/-tanz | Kurzprogramm/-tanz | Kür/Kürtanz | Kür/Kürtanz | Gesamt | Gesamt |
| Athleten                         | Wettbewerbe | Punkte             | Rang               | Punkte      | Rang        | Punkte | Rang   |
| -------------------------------- | ----------- | ------------------ | ------------------ | ----------- | ----------- | ------ | ------ |
| Frauen                           |             |                    |                    |             |             |        |        |
| Nicole Rajičová                  | Einzel      | 60,59              | 13                 | 114,60      | 15          | 175,19 | 14     |
| Mixed                            |             |                    |                    |             |             |        |        |
| Lucie Myslivečková Lukáš Csölley | Eistanz     | 59,75              | 19                 | 82,82       | 20          | 142,57 | 20     |

### Rennrodeln
| Athlet                                                         | Wettbewerb   | Lauf 1       | Lauf 1 | Lauf 2   | Lauf 2 | Lauf 3   | Lauf 3 | Lauf 4        | Lauf 4        | Gesamt       | Gesamt |
| Athlet                                                         | Wettbewerb   | Zeit         | Rang   | Zeit     | Rang   | Zeit     | Rang   | Zeit          | Rang          | Zeit         | Rang   |
| -------------------------------------------------------------- | ------------ | ------------ | ------ | -------- | ------ | -------- | ------ | ------------- | ------------- | ------------ | ------ |
| Frauen                                                         |              |              |        |          |        |          |        |               |               |              |        |
| Katarína Šimoňáková                                            | Einsitzer    | 47,428 s     | 24     | 47,606 s | 25     | 47,538 s | 23     | ausgeschieden | ausgeschieden | 2:22,572 min | 23     |
| Männer                                                         |              |              |        |          |        |          |        |               |               |              |        |
| Jozef Ninis                                                    | Einsitzer    | 47,833 s     | 7      | 50,014 s | 37     | 49,351 s | 21     | ausgeschieden | ausgeschieden | 2:25,942 min | 25     |
| Jakub Šimoňák                                                  | Einsitzer    | 51,724 s     | 38     | 48,690 s | 30     | 48,522 s | 27     | ausgeschieden | ausgeschieden | 2:28,936 min | 35     |
| Marek Solčanský Karol Stuchlák                                 | Doppelsitzer | 46,780 s     | 15     | 46,811 s | 17     | –        | –      | –             | –             | 1:33,591 min | 17     |
| Mixed                                                          |              |              |        |          |        |          |        |               |               |              |        |
| Katarína Šimoňáková Jozef Ninis Marek Solčanský Karol Stuchlák | Teamstaffel  | 2:26,993 min | 11     | –        | –      | –        | –      | –             | –             | 2:26,993 min | 11     |

### Ski Alpin
| Athleten                | Wettbewerbe  | 1. Lauf     | 2. Lauf       | Gesamt        | Gesamt        |
| Athleten                | Wettbewerbe  | Zeit        | Zeit          | Zeit          | Rang          |
| ----------------------- | ------------ | ----------- | ------------- | ------------- | ------------- |
| Frauen                  |              |             |               |               |               |
| Barbara Kantorová       | Abfahrt      | −           | −             | 1:45,99 min   | 29            |
| Barbara Kantorová       | Super-G      | −           | −             | 1:25,30 min   | 35            |
| Barbara Kantorová       | Riesenslalom | 1:17,74 min | 1:15,20 min   | 2:32,94 min   | 41            |
| Barbara Kantorová       | Slalom       | 54,62 s     | 53,81 s       | 1:48,43 min   | 34            |
| Barbara Kantorová       | Kombination  | 1:45,58 min | 44,36 s       | 2:29,94 min   | 18            |
| Soňa Moravčíková        | Riesenslalom | 1:17,88 min | 1:14,11 min   | 2:31,99 min   | 37            |
| Soňa Moravčíková        | Slalom       | DNF         | ausgeschieden | ausgeschieden | ausgeschieden |
| Veronika Velez-Zuzulová | Slalom       | 51,46 s     | 50,61 s       | 1:42,07 min   | 17            |
| Petra Vlhová            | Abfahrt      | −           | −             | DNF           | DNF           |
| Petra Vlhová            | Super-G      | −           | −             | 1:24,26 min   | 32            |
| Petra Vlhová            | Riesenslalom | 1:11,71 min | 1:10,42 min   | 2:22,13 min   | 13            |
| Petra Vlhová            | Slalom       | 51,12 s     | 50,46 s       | 1:41,58 min   | 13            |
| Petra Vlhová            | Kombination  | 1:42,58 min | 40,41 s       | 2:22,99 min   | 5             |
| Männer                  |              |             |               |               |               |
| Matej Falat             | Riesenslalom | 1:14,99 min | 1:19,79 min   | 2:34,78 min   | 50            |
| Matej Falat             | Slalom       | 51,86 s     | DNF           | ausgeschieden | ausgeschieden |
| Matej Falat             | Kombination  | 1:23,21 min | DNF           | ausgeschieden | ausgeschieden |
| Adam Žampa              | Riesenslalom | 1:11,40 min | 1:10,46 min   | 2:21,86 min   | 25            |
| Adam Žampa              | Slalom       | 49,91 s     | 52,36 s       | 1:42,27 min   | 24            |
| Adam Žampa              | Kombination  | 1:23,02 min | 48,08 s       | 2:11,10 min   | 22            |
| Andreas Žampa           | Super-G      | −           | −             | 1:28,89 min   | 39            |
| Andreas Žampa           | Riesenslalom | 1:10,61 min | DNF           | ausgeschieden | ausgeschieden |
| Andreas Žampa           | Slalom       | 54,15 s     | 59,43 s       | 1:53,58 min   | 35            |

| Athleten                                                      | Wettbewerbe             | Achtelfinale | Achtelfinale | Viertelfinale | Viertelfinale | Halbfinale    | Halbfinale    | Finale/Platz 3 | Finale/Platz 3 | Rang |
| Athleten                                                      | Wettbewerbe             | Gegner       | Punkte       | Gegner        | Punkte        | Gegner        | Punkte        | Gegner         | Punkte         | Rang |
| ------------------------------------------------------------- | ----------------------- | ------------ | ------------ | ------------- | ------------- | ------------- | ------------- | -------------- | -------------- | ---- |
| Mixed                                                         |                         |              |              |               |               |               |               |                |                |      |
| Veronika Velez-Zuzulová Petra Vlhová Adam Žampa Andreas Žampa | Riesenslalom Mannschaft | Deutschland  | 2:2          | ausgeschieden | ausgeschieden | ausgeschieden | ausgeschieden | ausgeschieden  | ausgeschieden  | 9    |

### Skilanglauf
| Athleten          | Wettbewerbe     | Zeit        | Rang |
| ----------------- | --------------- | ----------- | ---- |
| Frauen            |                 |             |      |
| Alena Procházková | 10 km Freistil  | 28:59,5 min | 58   |
| Alena Procházková | 30 km klassisch | 1:36:50,0 h | 36   |
| Männer            |                 |             |      |
| Peter Mlynár      | 15 km Freistil  | 37:46,2 min | 67   |
| Peter Mlynár      | 50 km klassisch | 2:26:14,7 h | 51   |
| Andrej Segeč      | 15 km Freistil  | 39:13,4 min | 87   |
| Andrej Segeč      | 50 km klassisch | 2:27:44,3 h | 53   |
| Miroslav Šulek    | 15 km Freistil  | 38:44,0 min | 80   |
| Miroslav Šulek    | 50 km klassisch | DNF         | DNF  |

| Athleten                             | Wettbewerbe | Qualifikation | Qualifikation | Viertelfinale | Viertelfinale | Halbfinale    | Halbfinale    | Finale        | Finale        | Rang |
| Athleten                             | Wettbewerbe | Zeit          | Rang          | Zeit          | Rang          | Zeit          | Rang          | Zeit          | Rang          | Rang |
| ------------------------------------ | ----------- | ------------- | ------------- | ------------- | ------------- | ------------- | ------------- | ------------- | ------------- | ---- |
| Frauen                               |             |               |               |               |               |               |               |               |               |      |
| Barbora Klementová                   | Sprint      | 3:38,00 min   | 53            | ausgeschieden | ausgeschieden | ausgeschieden | ausgeschieden | ausgeschieden | ausgeschieden | 53   |
| Alena Procházková                    | Sprint      | 3:24,61 min   | 31            | ausgeschieden | ausgeschieden | ausgeschieden | ausgeschieden | ausgeschieden | ausgeschieden | 31   |
| Alena Procházková Barbora Klementová | Teamsprint  | −             | −             | −             | −             | 17:52,14 min  | 9             | ausgeschieden | ausgeschieden | 18   |
| Männer                               |             |               |               |               |               |               |               |               |               |      |
| Peter Mlynár                         | Sprint      | 3:16,82 min   | 25            | 3:15,77 min   | 5             | ausgeschieden | ausgeschieden | ausgeschieden | ausgeschieden | 23   |
| Andrej Segeč                         | Sprint      | 3:24,84 min   | 57            | ausgeschieden | ausgeschieden | ausgeschieden | ausgeschieden | ausgeschieden | ausgeschieden | 56   |
| Miroslav Šulek                       | Sprint      | 3:28,74 min   | 62            | ausgeschieden | ausgeschieden | ausgeschieden | ausgeschieden | ausgeschieden | ausgeschieden | 61   |
| Peter Mlynár Andrej Segeč            | Teamsprint  | −             | −             | −             | −             | 17:34,12 min  | 11            | ausgeschieden | ausgeschieden | 22   |

### Snowboard
| Athleten        | Wettbewerbe | Qualifikation          | Qualifikation          | Finale        | Finale        | Rang |
| Athleten        | Wettbewerbe | Punkte                 | Rang                   | Punkte        | Rang          | Rang |
| --------------- | ----------- | ---------------------- | ---------------------- | ------------- | ------------- | ---- |
| Frauen          |             |                        |                        |               |               |      |
| Klaudia Medlová | Big Air     | 50,50                  | 23                     | ausgeschieden | ausgeschieden | 23   |
| Klaudia Medlová | Slopestyle  | Qualifikation abgesagt | Qualifikation abgesagt | 34,00         | 24            | 24   |